# Interferometric Synthetic Aperture Radar

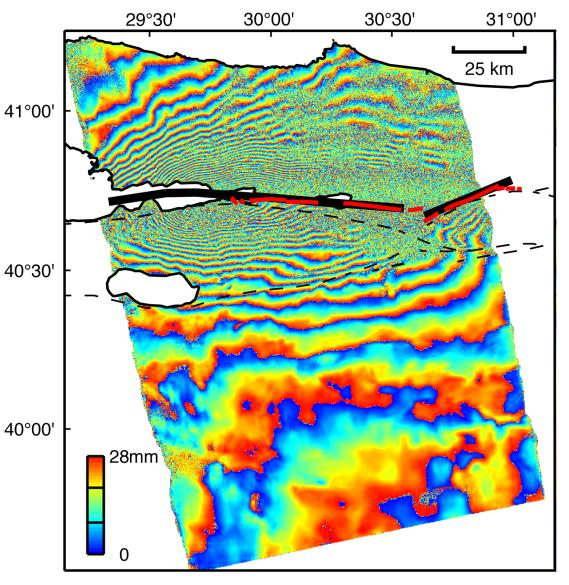
Interferogramm erzeugt aus ERS-2 Daten vom 13. August und 17. September 1999. Es zeigt die Deformationen durch das İzmit Erdbeben am 17. August 1999.

Interferometric Synthetic Aperture Radar (InSAR; deutsch Radarinterferometrie) ist eine Methodik der SAR-Interferometrie zur Nutzung von Phasenunterschieden bei der Erfassung der Empfangsstärken der vom Gelände zurückkommenden Signale mit zwei nebeneinander angeordneten Antennen.

## Überblick
Aus diesen Phasenunterschieden können durch komplexe Rechenoperationen Objekthöhen der Geländetopographie und damit digitale Geländemodelle prozessiert werden.
Anwendungsfelder der Radar-Interferometrie sind die Erfassung von Veränderungen der Erdoberfläche im mm- und cm-Bereich (Gletscher, Vulkanismus, Hangrutschungen, Erdbeben, bergbaubedingte Senkungen usw.) sowie die Vermessung von Meeresströmungen.

## Messverfahren
Aufnahmen können mittels Flugzeug-getragenen Systemen durchgeführt werden, hier liegt der Abstand zwischen den Antennen bei einigen Dezimetern. Beim Einsatz von Satellitentechnik werden größere Abstände benötigt. Bei der im Jahre 2000 durchgeführten Shuttle-Mission STS-99 (Shuttle Radar Topography Mission) wurde ein 60 m langer Ausleger benutzt, um interferometrische SAR-Daten zu gewinnen. Es wurden große Teile der Erdoberfläche aus etwa 230 km Höhe dokumentiert bei einmaligem Überflug. Dieses Verfahren wird daher auch als „Single-Pass-Interferometrie“ bezeichnet.
Die Vorteile der Methodik sind:
- Erzeugung von Oberflächenmodellen
- Hohe Präzision
- Kosteneffektivität
- Simultane Aufnahme großer Flächen

Bei InSAR können darüber hinaus auch von jeweils korrespondierenden Bildpunkten zweier zu unterschiedlichen Zeiten aufgenommener SAR-Bilder die entsprechenden Phasenwerte verglichen werden. Dadurch ist man in der Lage Entfernungsunterschiede vom Bruchteil einer Wellenlänge (cm) zu messen.
Hierbei sind die Flugbahnen leicht versetzt, wobei nur jeweils eine Antenne die Aufzeichnung durchführt. Dieses „Repeat-Pass-Verfahren“ besitzt den Nachteil, dass zwischenzeitliche Veränderungen, die die Oberflächenrauhigkeit beeinträchtigen, das Radarecho beeinflussen und dadurch Messaufnahmen und die berechneten Geländetopografien verfälschen. Einflussfaktoren sind beispielsweise Windverhältnisse oder Regenfälle.

### Persistent Scatterer Interferometrie
Techniken auf Basis von Persistent (oder Permanent) Scatterer Interferometrie sind eine relativ neue Entwicklung des konventionellen InSAR und beruhen auf der Untersuchung von Pixeln im SAR-Bild, die über eine Folge von Interferogrammen kohärent bleiben. Im Jahr 1999 entwickelten Forscher am Politecnico di Milano einen Mehrbild-Ansatz, bei dem man einen komplexwertigen SAR-Bildstapel nach Objekten am Boden durchsucht, welche konsistente und stabile Radarreflexionen zurück zum Satelliten liefern. Diese Objekte können die Größe eines Pixels oder, häufiger, Subpixel-Größe haben und sind in jedem Bild des Stapels vorhanden. Aus der Änderung der Phase über die Zeit kann eine Deformationszeitserie abgeleitet werden. Die Genauigkeit liegt hierbei im Sub-Zentimeterbereich. Die ursprüngliche Implementierung ist patentiert.
Das führte dazu, dass Forschungszentren und Unternehmen eigene Variationen des ursprünglichen Algorithmus entwickelten. In der wissenschaftlichen Literatur werden diese Techniken als Persistent Scatterer Interferometry oder PSI-Techniken bezeichnet. Dieser Begriff wurde von der Europäischen Weltraumorganisation (ESA) für die zweite Generation der Radar-Interferometrietechniken vorgeschlagen. Der Begriff PSI-Techniken wird heute von Wissenschaftlern und Endnutzern allgemein akzeptiert.
Im Allgemeinen sind solche Techniken in städtischen Gebieten mit vielen permanenten Strukturen am nützlichsten, wie z. B. die PSI-Studien über europäische Geohazard-Standorte, die im Rahmen des Terrafirma-Projekts durchgeführt wurden.
Der Bodenbewegunsgdienst Deutschland bietet einen Informationsdienst über Gefahren durch Bodenbewegungen, welche aus PSI Auswertungen der Sentinel-1 Satellitendaten stammen. Seit Juni 2022 bietet der European Ground Motion Service (EGMS)  (Europäischer Bodenbewegunsgdienst) PSI Auswertungen für alle Copernicus Mitgliedsländer an.

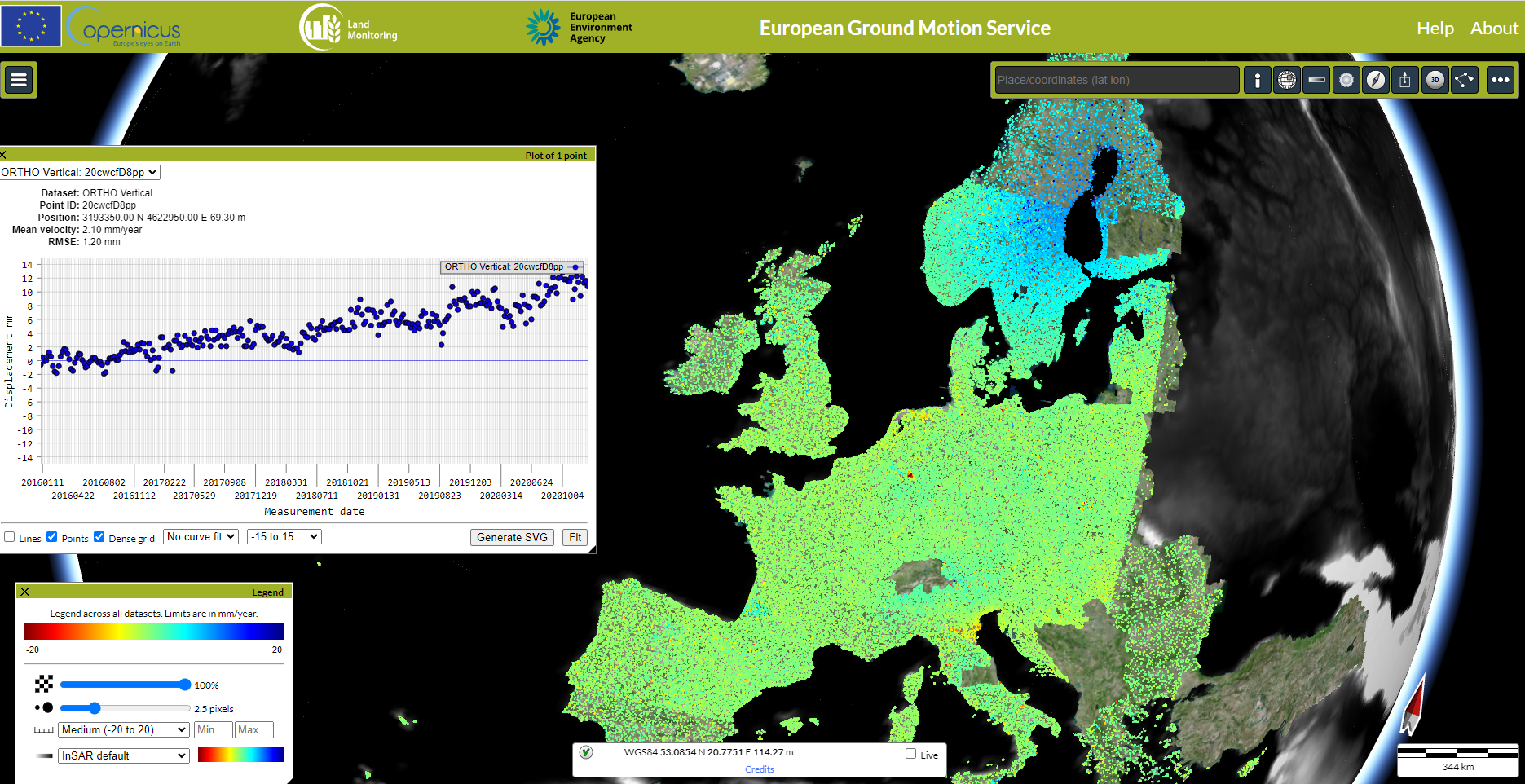
Web Portal des Europäischen Bodenbewegungsdienstes (EGMS). Zeitserien für PSI Punkt für ganz Europa können angesehen werden.

## Technik
Den Durchbruch erzielte diese Technik mit den Starts der Satelliten ERS-1 und ERS-2 (European Remote Sensing Satellite) 1991 und 1995 sowie der STS-99 Mission im Jahr 2000. Letztere hat in den frühen 2000er-Jahren ein nahezu globales Höhenmodell mit zuvor unerreicht hoher geometrischer Auflösung geliefert. Weitere Systeme waren PALSAR auf dem japanischen Satelliten ALOS (bis 2011) und ASAR auf Envisat (bis 2012).
Seit 2007 liefert der deutsche Satellit TerraSAR-X SAR-Daten. Seit 2010 wird dessen Mission durch den Satelliten TanDEM-X ergänzt.
Seit 2019 hat sich das Angebot der verfügbaren SAR-Satelliten um die privaten Satellitenkonstellationen von Capella Space und ICEYE erweitert.